# Сойдинский сельсовет
Сойдинский сельсовет — упразднённая в 1959 году низшая административно-территориальная единица на территории современного Вытегорского района Вологодской области России. 
Административный центр — деревня Сойда.

## История
Образован в составе Андомской волости Вытегорского уезда Олонецкой губернии РСФСР. С августа 1927 года вошёл в образованный Андомский район в составе Лодейнопольского округа Ленинградской области. В 1932 году передан в Ковжинский район, но в 1934 году он возвращён обратно.
с 1937 года в образованной Вологодской области. В состав района входили Андомский, Андоморецкий, Куржекский, Макачёвский, Прионежский, Замошский, Сойдинский, Саминский сельсоветы.
В 1957 году Андомский район был расформирован, а его территория вошла в Вытегорский район. В 1959 году Сойдинский сельсовет был присоединён к Макачёвскому.

## Состав
Согласно административно-территориальному деление Вологодской области на 1940 год в состав сельсовета входили 6 населённых пунктов:
| Тип населённого пункта | Название населённого пункта |
| ---------------------- | --------------------------- |
| деревня                | Большая лиственка           |
| деревня                | Малая лиственка             |
| деревня                | Сойда                       |
| барак                  | Сайгручей                   |
| деревня                | Ухтозеро                    |
| хутор                  | Фальково                    |
| барак                  | Янишевка Река               |

## Инфраструктура
колхоза «Просвещенец»